# Torzym (gromada)
Torzym – dawna gromada, czyli najmniejsza jednostka podziału terytorialnego Polskiej Rzeczypospolitej Ludowej w latach 1954–1972.
Gromady, z gromadzkimi radami narodowymi (GRN) jako organami władzy najniższego stopnia na wsi, funkcjonowały od reformy reorganizującej administrację wiejską przeprowadzonej jesienią 1954 do momentu ich zniesienia z dniem 1 stycznia 1973, tym samym wypierając organizację gminną w latach 1954–1972.
Gromadę Torzym z siedzibą GRN w Torzymiu (wówczas wsi) utworzono – jako jedną z 8759 gromad na obszarze Polski – w powiecie sulęcińskim w woj. zielonogórskim na mocy uchwały nr V/24/54 WRN w Zielonej Górze z dnia 5 października 1954. W skład jednostki weszły obszary dotychczasowych gromad Torzym, Grabów, Kownaty, Koryta, Prześlice i Walewice ze zniesionej gminy Torzym w tymże powiecie oraz obszar dotychczasowej gromady Drzewce ze zniesionej gminy Gądków Wielki w powiecie rzepińskim w tymże województwie. Dla gromady ustalono 23 członków gromadzkiej rady narodowej.
Gromada przetrwała do końca 1972 roku, czyli do kolejnej reformy gminnej. 1 stycznia 1973 w powiecie sulęcińskim reaktywowano gminę Torzym.